# Wanderlust (2012)
Wanderlust is een Amerikaanse komische film van David Wain met in de hoofdrollen onder meer Jennifer Aniston en Paul Rudd.

## Verhaal
Linda Gergenblatt (Jennifer Aniston) en haar man George (Paul Rudd) hebben na lang twijfelen een appartement gekocht in New York onder de aanname dat George binnenkort een promotie zal krijgen. Niet lang daarna gaat Georges bedrijf echter failliet en wordt de documentaire die Linda probeerde te verkopen aan HBO afgewezen. Ze verkopen het appartement en reizen naar Georgia, waar Georges arrogante broer Rick (Ken Marino) een baantje voor hem heeft.
Onderweg stoppen Linda en George bij Elysium, waarvan ze denken dat het een bed & breakfast is, maar dat in werkelijkheid een hippiecommune blijkt. Eenmaal in Georgia komt het al snel tot ruzie tussen George en Rick, waarna het stel teruggaat naar Elysium. Ze besluiten er twee weken op proef te blijven om na te gaan of de levensstijl echt iets voor hen is. Aanvankelijk is vooral George enthousiast, maar hij heeft nogal moeite met het ideaal van vrije liefde dat er wordt gepropageerd.
Ondertussen is het terrein van Elysium het doelwit van projectontwikkelaars, die er een casino willen bouwen. Probleem hierbij is dat juridisch onduidelijk is wie de eigenaar van de grond is, onder meer omdat communeleider Carvin (Alan Alda) de akte kwijt is. Communelid Seth (Justin Theroux) weet deze te vinden en verkoopt hem aan de ontwikkelaars. Met de opbrengst wil hij met Linda, op wie hij verliefd is, elders een nieuw leven beginnen.

## Rolverdeling
| Acteur           | Personage          | Opmerkingen   |
| ---------------- | ------------------ | ------------- |
| Jennifer Aniston | Linda Gergenblatt  |               |
| Paul Rudd        | George Gergenblatt | Linda's man   |
| Justin Theroux   | Seth               | communelid    |
| Alan Alda        | Carvin Wiggins     | communeleider |
| Malin Åkerman    | Eva                | communelid    |
| Ken Marino       | Rick Gergenblatt   | Georges broer |
| Michaela Watkins | Marisa Gergenblatt | Ricks vrouw   |
| Lauren Ambrose   | Almond Cohen       |               |
| Joe Lo Truglio   | Wayne Davidson     | communelid    |
| Kathryn Hahn     | Karen              |               |
| Ray Liotta       | zichzelf           |               |